# Dmitri Andrejewitsch Muratow

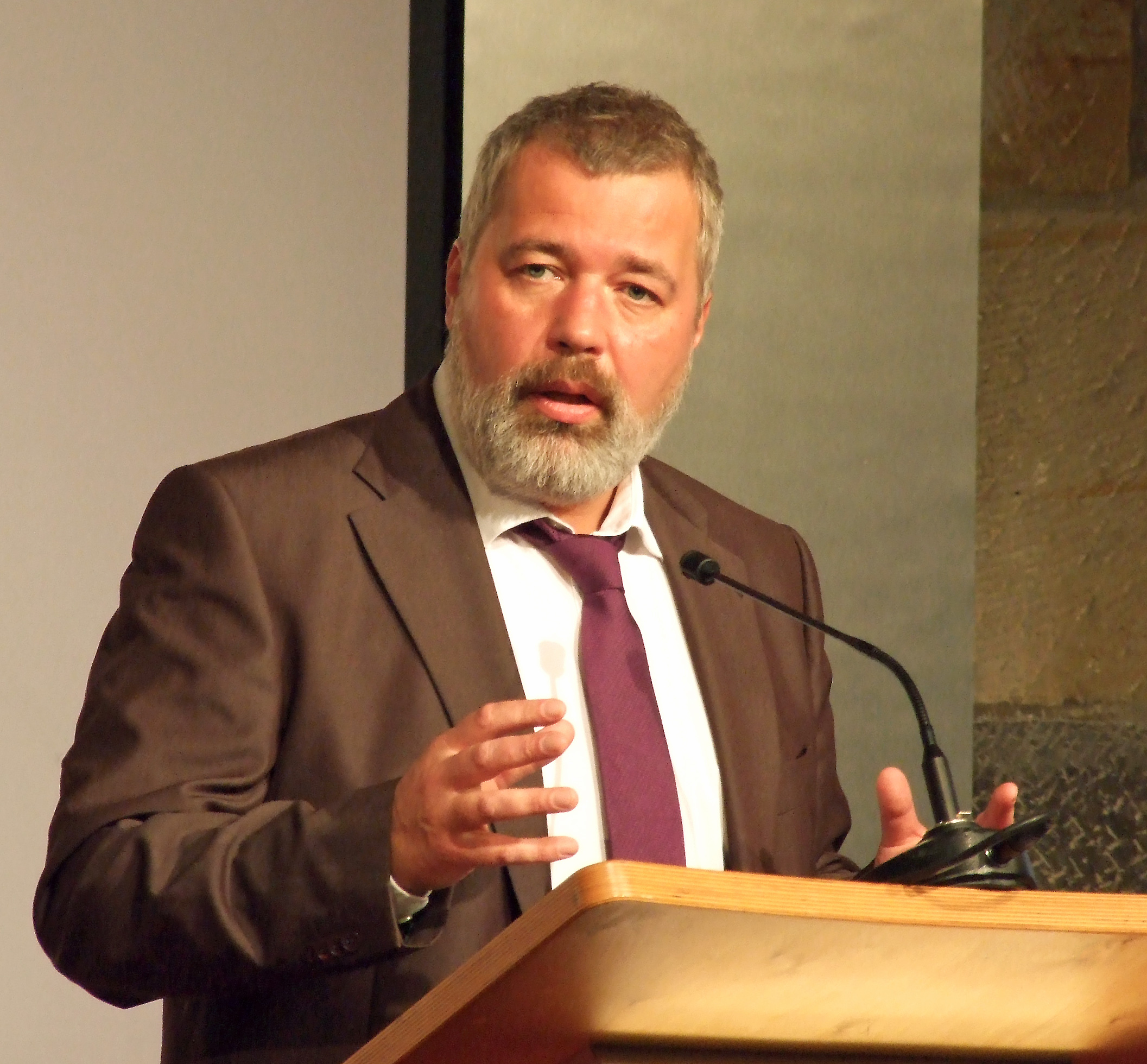
Dmitri Muratow bei der Verleihung der Karlsmedaille an die Nowaja gaseta, 2012

Dmitri Andrejewitsch Muratow (russisch Дмитрий Андреевич Муратов; englisch Dmitry Muratov; * 29. Oktober 1961 in Kuibyschew (heute Samara), Russische SFSR, Sowjetunion)
ist ein russischer Journalist. Er war Chefredakteur der 2022 in Russland verbotenen unabhängigen Zeitung Nowaja gaseta. Im Jahr 2021 wurde ihm der Friedensnobelpreis zuerkannt. Seit September 2023 gilt er in Russland als „ausländischer Agent“.

## Leben und Wirken
Muratow graduierte 1983 an der Philologischen Fakultät der Staatlichen Universität Kuibyschew. Im Jahr 1992 verließ er zusammen mit Gleichgesinnten die Zeitung Komsomolskaja Prawda, da er sich nicht mit der Redaktionspolitik einverstanden erklären konnte, und gründete die Gruppe 6. Stock. Aus dieser Gruppe stammten die Gründungsmitglieder der Neuen Täglichen Zeitung, die zunächst wöchentlich und seit 1993 täglich erschien.
Von 1995 bis November 2017 war er gewählter Chefredakteur der nun in Nowaja gaseta umbenannten Zeitung, die vom Komitee zum Schutz von Journalisten schon im Jahr 2007 als „einzige wirklich kritische Zeitung mit nationaler Reichweite“ in Russland bezeichnet worden war. 2019 nahm er erneut die Funktion des Chefredakteurs ein.
2004 trat er der Russischen Demokratischen Partei Jabloko bei.
2016 nahm Muratow den Golden Pen of Freedom Award der WAN-IFRA entgegen. Ab 2018 war er Vorsitzender des Redaktionsausschusses, der als Herausgeber der Zeitung fungiert, die mehrheitlich den Journalisten gehört. Im September 2020 unterzeichnete Muratow einen Brief zur Unterstützung von Protestaktionen in Belarus.

### Friedensnobelpreis
2021 wurde ihm gemeinsam mit der philippinischen Journalistin Maria Ressa der Friedensnobelpreis zuerkannt. Beide erhielten die Auszeichnung „für ihre Bemühungen um die Wahrung der Meinungsfreiheit, die eine Voraussetzung für Demokratie und dauerhaften Frieden ist“. Muratow widmete den Preis den ermordeten Journalisten Anna Politkowskaja, Juri Schtschekotschichin, Igor Domnikow, Anastassija Baburowa, Stanislaw Markelow und Natalja Estemirowa und seinen lebenden Kollegen bei der Nowaja gaseta. Muratow spendete das gesamte Preisgeld, etwa eine halbe Million US-Dollar, in Absprache mit seiner Redaktion unter anderem an eine Stiftung für Kinder mit spinaler Muskelatrophie, an eine Krebs-Stiftung und an Hospize.
Am 22. März 2022 gab Nowaja gaseta Muratows Absicht bekannt, seine 175 Gramm schwere Goldmedaille des Friedensnobelpreises zugunsten ukrainischer Flüchtlinge versteigern zu lassen. In diesem Zusammenhang appellierte er: „Stoppt das Schießen, tauscht Gefangene aus, unterstützt Geflüchtete.“ Die Auktion fand am 20. Juni 2022 in New York statt, ein anonym bleibender Telefonbieter ersteigerte die Nobelpreismedaille (Sachwert 9.860 €) für 103,5 Millionen Dollar (98,4 Millionen Euro). Der Erlös kam geflüchteten Kindern aus der Ukraine zugute.

### Kritik am Überfall auf die Ukraine
Muratow war nicht überrascht von Putins Entscheidung zum Krieg; „Es war klar, dass Wladimir Putin bei einigen Auftritten völlig unmissverständlich all die Kränkungen aufgezählt hatte, die Russland, also Putin in Person, zugefügt worden waren. Es war klar aufgrund der Wortwahl – ständig war da die Rede von Nazis, Faschisten, dem Großen Vaterländischen Krieg, den Heldentaten unserer Vorfahren …“. Putin kämpfe als Teilnehmer des Zweiten Weltkriegs, welcher für Putin nie aufgehört habe. Lang und ausführlich habe Putin in der Nacht auf den 24. Februar seine Kränkungen aufgezählt in der „Logik eines Achtklässlers“. Zur Lage Russlands sagte Muratow: „Zwei, drei Diktatoren sind noch auf unserer Seite, aber der Rest der Welt, in dem die Menschen glücklicher leben als in Nordkorea, sieht das anders.“
Am 7. April 2022 wurde Muratow Opfer eines Farbanschlags. Er befand sich im Nachtzug von Moskau in seine Geburtsstadt Samara, als ein Angreifer sein Schlafwagenabteil betrat und ihn mit roter Ölfarbe und Aceton übergoss. Zuvor hatte er laut Muratow gerufen: „Muratow, auf dich für unsere Jungs.“
Medien vermuten einen Zusammenhang mit dem Krieg Russlands in der Ukraine, der unter den russischen Soldaten viele Opfer fordert.
Anlässlich des Tages der Pressefreiheit 2022 beklagte sich Muratow über Propaganda im Allgemeinen, aber insbesondere über die Propaganda der Russischen Föderation. In diesem Zusammenhang warnte er, dass die russische Bevölkerung systematisch auf einen möglichen Atomwaffeneinsatz vorbereitet werde und die Atomwaffendrohungen des Kreml ernst zu nehmen seien.
Gegen „ausländische Agenten“ ermöglichen die Gesetze der Russischen Föderation auch Sippenhaft durch (willkürliche) Ermittlungen gegen Freunde und Verwandte. In Riga fühlte sich Muratow noch sicher, hier müsse man sich nicht fürchten, wenn man die Polizei rufe. Zur Möglichkeit eines Anschlags auf ihn sagte er:

„Als mein Land in die Ukraine einfiel, sah ich das Regime als eine Bande von Kriegsverbrechern. Wenn also Kriegsverbrecher mich zerstören wollen, so nehme ich das so hin, denn ich fühle mich auf der richtigen Seite.“

Seit dem 1. September 2023 gilt er in Russland als „ausländischer Agent“.